# Fouquebrune
Fouquebrune é uma comuna francesa na região administrativa da Nova Aquitânia, no departamento de Charente. Estende-se por uma área de 28,85 km². Em 2010 a comuna tinha 706 habitantes (densidade: 24,5 hab./km²).